# Pseudozeuzera
Pseudozeuzera is een geslacht van vlinders uit de familie van de Houtboorders (Cossidae). De wetenschappelijke naam en de beschrijving van dit geslacht zijn voor het eerst gepubliceerd in 1990 door Johan Willem Schoorl.
De soorten van dit geslacht komen voor in tropisch Afrika.

## Soorten
- Pseudozeuzera biatra (Hampson, 1910)
- Pseudozeuzera caminhai Yakovlev & László, 2020
- Pseudozeuzera stenlii Yakovlev, 2009